# Druhá bitva o Damanskij
Druhá bitva o Damanskij byl ozbrojený střet mezi Čínou a Sovětským svazem z 14. a 15. března 1969. Jednalo se již o druhou akci Čínské lidové armády na tomto území, první se odehrála o dva týdny dříve. Cílem čínského útoku bylo obsadit ostrov Damanskij na řece Ussuri, který pokládali za sporné území. Ostrov připadl carskému Rusku v 19. století na základě nerovných rusko-čínských smluv. Hranice byla vytyčena tokem Ussuri, ale nikoliv středem koryta řeky, jak je obvyklé, nýbrž podél čínském břehu. Útok skončil nezdarem, Číňané byli přinuceni se stáhnout.

## Průběh bitvy
Dne 14. března dostali sovětští pohraničníci zakopaní na ostrově rozkaz stáhnout se zpět za řeku. Toho využili Číňané, kteří ostrov ihned obsadili. Sověti na to zareagovali útokem osmi obrněných transportérů pod velením podplukovníka Janšina. Číňané se stáhli, přeskupili se a posílili a pomocí dělostřelectva se snažili vyhnat Sověty z ostrova. To se nepovedlo a následoval pozemní útok. Po ztrátě tří transportérů se Janšin stáhl zpět, doplnil munici a vozový park a na druhý den vyrazil proti nepříteli. Na jeho podporu vyrazil plukovník Leonov s čtyřmi tanky T-62 proti nepříteli. V boji byl jeho tank zasažen a sám Leonov při jeho opouštění byl zastřelen. Po dvou hodinách bojů začalo Sovětům docházet střelivo a proto se opět stáhli na svůj břeh. V tu chvíli zasáhla do bojů i sovětská armáda, která vypálila salvu z 18 samohybných raketometů BM-21 Grad. Při výpočtu zaměření střelby ale došlo k chybě a většina raket dopadla o sedm kilometrů dál, kde úplně zničila čínskou vesnici. Zbytek raket způsobil čínské ztráty i na ostrově. V 17:10 pak byl zahájen útok jednotek 135. motostřelecké divize, které spolu s pohraničníky vytlačily Číňany z ostrova.